# Incendi del Garraf de 1994
L'incendi del Garraf de 1994 va ser un incendi forestal que es va declarar el 9 d'abril d'aquell any a Olivella, al massís del Garraf, calcinant 4.510 hectàrees de bosc i vegetació, que és prop de la meitat de la superfície del parc natural. Aquesta vegetació s'estava recuperant de l'incendi de 1982, que va destruir 11.000 hectàrees. Es va produir simultàniament amb altres incendis: a la cala Morisca (també al Garraf); a Subirats (Alt Penedès); a Sant Pere de LLavinera (Anoia); i a Gavà (Baix Llobregat); a més d'altres a les comarques tarragonines i el Bages, tots ells alimentats pel fort vent i les altes temperatures, que serien un preludi de l'onada d'incendis forestals de Catalunya de 1994.

## Origen
L'incendi es va iniciar a les 14:30 del dissabte 9 d'abril de 1994, al municipi d'Olivella, a causa d'una crema de rostolls per part d'un pagès. Simultàniament, es va iniciar un altre incendi a la cala Morisca, que va obligar a tallar la carretera C-246 i el trànsit de trens durant 2 hores, i que faria front comú amb l'incendi d'Olivella.

## Evolució
Des d'Olivella, l'incendi es va estendre cap als municipis veïns de Sitges, Begues i Gavà. Hi van intervenir 36 vehicles de bombers, 3 helicòpters de Bombers de la Generalitat i 1 hidroavió de l'estat espanyol, procedent de Torrejón de Ardoz. L'endemà hi van treballar 65 vehicles i 200 bombers. El dilluns 11 semblava que l'incendi estava controlat, però a la tarda el vent va fer revifar les flames, dirigint-se el front cap a Sitges. No es va extingir fins a 72 hores després de l'inici.